# ヘクター'87
『ヘクター'87』（ヘクターはちじゅうなな、HECTOR'87、英題：Starship Hector）は、ハドソンが開発し1987年7月16日に発売されたファミリーコンピュータ用縦横両スクロールシューティングゲーム。1987年に開催されたハドソン主催・TDK協賛のイベント「第3回TDK全国ファミコンキャラバン」で使用された公式ソフトである。

## ゲーム内容
自機「ノア号」を動かし、対空中用の光粒子砲、対地上用のクラスター爆弾で攻撃する。ステージは全6面で1・3・5面は縦スクロール、2・4・6面は横スクロールで進行する。各ステージの最深部に存在するボスを倒すとステージクリアとなる。
ライフ（エネルギー）制を採用しており、1発の被弾ではミスとならない。ただし壁や火柱などの地形や、一部の敵にぶつかった場合はライフMAXでもミスになる。随所に設置されている補給ポイントにクラスター爆弾を撃ち込むとカプセルが放出され、取ると消耗したエネルギーが回復できる。カプセルはエネルギー満タン時に取ると得点が加算されるため、大会などでのスコア稼ぎの要素も持つ。一方で自機がパワーアップしない、当たり判定が大きい、敵の耐久力が非常に高いなど難易度が相対的に高くなっている。ミスするとステージの冒頭からのやり直しとなり、敵の出現方式が『スターフォース』や『スターソルジャー』のようなテーブル制から配置制に替わっているなど、前述の2作と比べゲーム性の違いが随所にみられる。また、キャラバンの大会においては、これまで禁止されていた連射機能付きコントローラー「ジョイカードMk-II」の使用が許可された。
全6面をクリアしタイトル画面に戻った後、再度プレイを始めると自機が「ノア号」ではなく『ボンバーキング』の主人公「ナイト」になり、敵弾の速度が2倍になるハードモードがプレイできる。ハードモードはタイトル画面のHECTORロゴが黄色になり、容易に判別できる（スコア表示画面のロゴは赤のまま）。
縦スクロール面 独自のシステム
敵は空中物と地上物に明確に区別され、空中物は光粒子砲、地上物はクラスター爆弾でのみ破壊ができる。クラスター爆弾は、投下直後から地上に対する攻撃判定を持ち、また射程の制限なく何かに当たるまで直進していく。
地上の特定の地点には、英文字のパネル（HECTORパネル）、もしくは配電盤が隠されていることがある。パネルは該当箇所にクラスターを何発か撃ちこんでいるとまず枠が出現し、さらに撃ち込み続けると英文字が現れ、ボーナス得点が入る。配電盤は1発撃ち込めば出現し、もう1発クラスター爆弾を撃ち込むことで、その時画面上に存在するすべての地上物を連鎖的に破壊することができる。
横スクロール面 独自のシステム
敵は光粒子砲、クラスター爆弾どちらでも破壊可能。補給ポイントは敵キャラクター扱いであり、接触すると1発でミスとなる。また、他の敵キャラと同様に光粒子砲、クラスター爆弾どちらでもカプセルを放出する。
クラスター爆弾は自機の斜め下に放出され、地形に接触後は地形に沿って前進する（ただし段差や壁を登ることはできない）。
大会用モード
キャラバン大会と同じ予選用2分モードと決勝用5分モードが遊べる。これまでのシリーズでは大会用の練習をする場合、プレイ時間の計測はプレイヤー自身が時計などを用意して行う必要があったが、このモードではそうした計測もゲーム側が行ってくれるため手軽に練習することができるようになった。
2分モードの場合は短縮版の1面のみで終了となり、クリア時点での残り時間は得点に変換される。5分モードの場合は1面が終了すると3面がスタートする（大会用モードには横スクロール面が存在しない）。1ミスした場合、その時点での得点が記録されゲーム終了となる。

## ストーリー
星歴4622年、時間旅行（タイムハープ）社の調査船団は太古の地球へ旅立つ。しかし調査船の殆どは異様に発達したバイオメカの大群に破壊されてしまった。ただ一隻残ったノア号は、孤独な戦いを開始した。

## ステージ構成
本作ではステージ数は「HISTORY X」と表記される。
HISTORY 1 インカ帝国

- ボス：イオタキャノン

HISTORY 2 マヤ帝国

- ボス：マヤフェイス

HISTORY 3 アトランティス大陸

- ボス：アトランコマンダー

HISTORY 4 エジプト

- ボス：イージーゴーレム

HISTORY 5 ムー大陸

- ボス：ムーメダル

HISTORY6 邪馬台国

- ボス：ヘクター

## 移植版
| No. | タイトル                                                   | 発売日        | 対応機種               | 開発元   | 発売元   | メディア              | 型式          | 備考                                                     |
| --- | ---------------------------------------------------------- | ------------- | ---------------------- | -------- | -------- | --------------------- | ------------- | -------------------------------------------------------- |
| 1   | キャラバンシューティングコレクション                       | 1995年7月7日  | スーパーファミコン     | ハドソン | ハドソン | ロムカセット          | SHVC-AS8J-JPN | 『スターフォース』、『スターソルジャー』とのカップリング |
| 2   | ハドソンベストコレクションVol.5 シューティングコレクション | 2006年1月19日 | ゲームボーイアドバンス | ハドソン | ハドソン | ロムカセット          | AGB-B75J-JPN  | 『スターフォース』、『スターソルジャー』とのカップリング |
| 3   | ヘクター'87                                                | 2007年3月8日  | Windows                | ハドソン | アイレボ | ダウンロード (i-revo) | -             |                                                          |

## 開発
表題の“ヘクター”は、そもそもは米国製の映画に登場した主人公一行を補助するロボットの名で、当時ハドソンに入社した小山俊典が凄腕のプログラマーとして社内でも評判になっていたが、その仕事ぶりに感銘を受けた名人らにより、「ヘクター」のあだ名が小山に授けられた。その“ヘクター”こと小山が『高橋名人の冒険島』をファミコンに移植したことでさらにその評価が高まり、その結果として『スターソルジャー』の次作が『ヘクター'87』として発売されることとなった。

### スタッフ
- プログラマー：HECTOR OYAMA（小山俊典）、SAILOR FUKU NAGATA（永田淳夫）、KINCHAN、CHARLEY NAKATA
- サウンド・デザイナー： 滝本利昭
- ミュージック：KINOKO KUNIMOTO（国本剛章）
- ビジュアル・デザイナー：野中和彦、SUGATA MORIMOTO、YASUAKI KUWAHARA、桑原司、YAMACHAM!
- タイトル・デザイナー：秋元哲也
- プランナー：MEGUTOR OKUMURA（奥村恵）、高津敏之
- ゲーム・アドバイザー：SHIMATARO URA（浦敏治）、MR.KAWADA（川田忠之）、MR.SHIMADA、LU IWABUCHI（岩渕貴幸）、進藤司
- ロム・プログラマー：永田淳夫、高橋かつのり
- ディレクター：HECTOR OYAMA
- スペシャル・サンクス：MR.TSUJI
- パッケージデザイン：増尾隆幸

## 評価
ゲーム誌『ファミコン通信』の「クロスレビュー」では、7・8・7・7の合計29点（満40点）、『ファミリーコンピュータMagazine』の読者投票による「ゲーム通信簿」での評価は以下の通り18.84点（満30点）となっている。
| 項目 | キャラクタ | 音楽 | お買得度 | 操作性 | 熱中度 | オリジナリティ | 総合  |
| 得点 | 3.19       | 3.30 | 2.93     | 3.30   | 3.33   | 2.79           | 18.84 |

## サウンドトラック
ファミコン 20TH アニバーサリー オリジナル・サウンド・トラックス VOL.2
2004年3月24日、サイトロン・デジタルコンテンツより発売されたCD内の一作品として収録されている。